# Anderson Villacorta
Anderson Mishael Villacorta Beltrán (ur. 25 lipca 2005 w Chepén) – peruwiański piłkarz występujący na pozycji środkowego obrońcy, od 2024 roku zawodnik meksykańskiego Mineros.